# Dolní Životice
Dolní Životice (niem. Schönstein) – gmina w Czechach, w powiecie Opawa, w kraju morawsko-śląskim. Według danych z dnia 1 stycznia 2012 liczyła 1147 mieszkańców.
Miejscowość została po raz pierwszy wzmiankowana w 1320. Była (wraz z Herticami) jedną z tzw. morawskich enklaw na Śląsku (cypla w okolicy Litultovic). W latach 1979–1990 miejscowość stanowiła część Litultovic.
Gmina składa się z dwóch miejscowości:
- Dolní Životice
- Hertice.

W miejscowości jest przystanek kolejowy Dolní Životice.
Zabytki
- pałac w Dolnych Životicach, parterowy, dwuskrzydłowy z cylindrycznymi wieżami w narożach, otoczony naturalnie zagospodarowanym parkiem z murem obronnym i bramą. Renesansowy korpus rozbudowano w pierwszej połowie XVIII w., a około 1870 r. zamek przebudowano do dzisiejszej romantycznej formy[2]
- kaplica Boskiego Zbawiciela (1769) z herbami nad wejściem fundatora Franciszka Orlik von Laziskai jego żony Teresy von Starhemberg[3]
- kaplica Najświętszego Odkupiciela (1768) z herbami nad wejściem w Herticach(inne języki)
- kościół Zbawiciela[4]

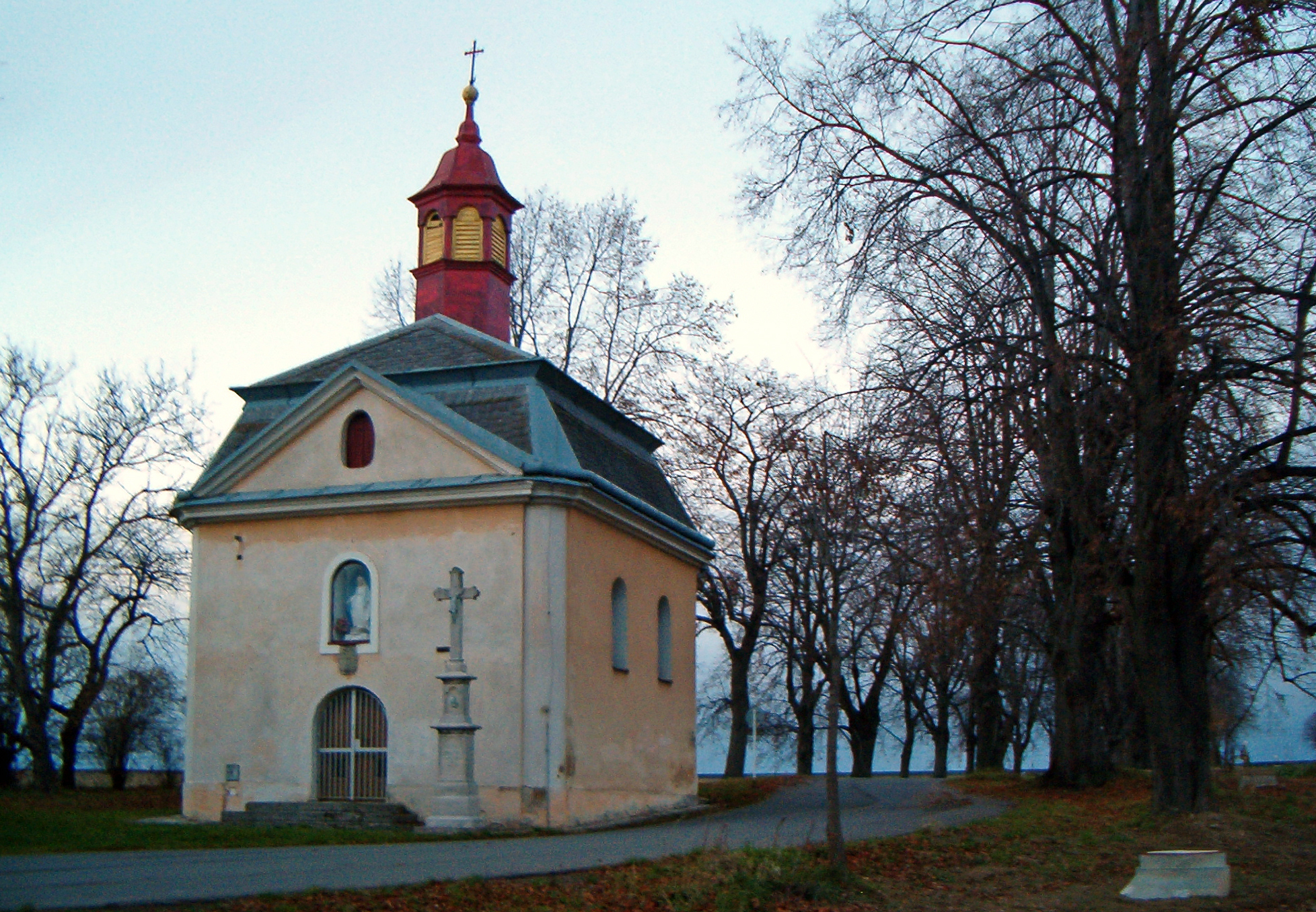
Kaplica Zbawiciela z 1769
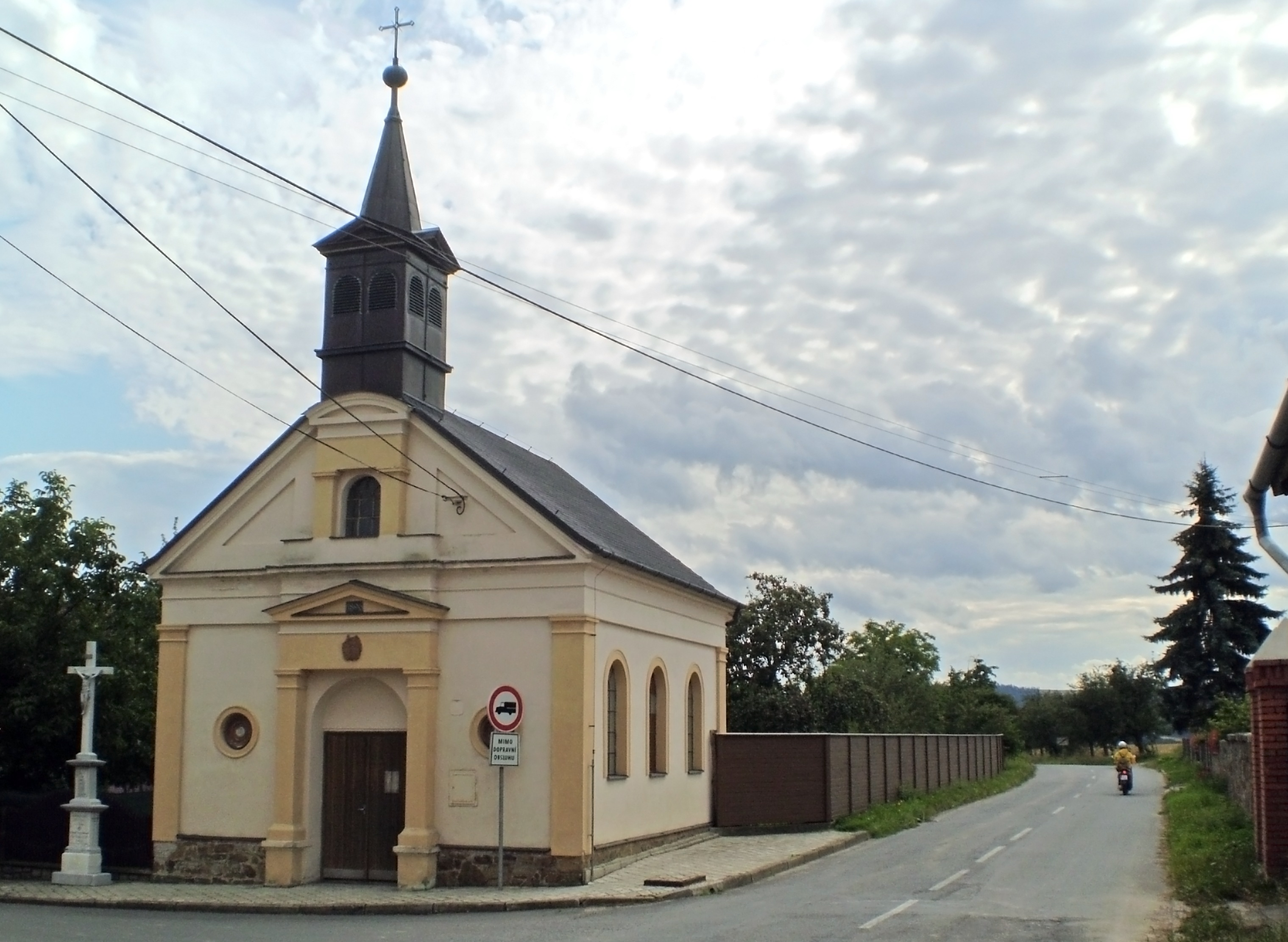
Kaplica Odkupiciela z herbami
Herb Orlik
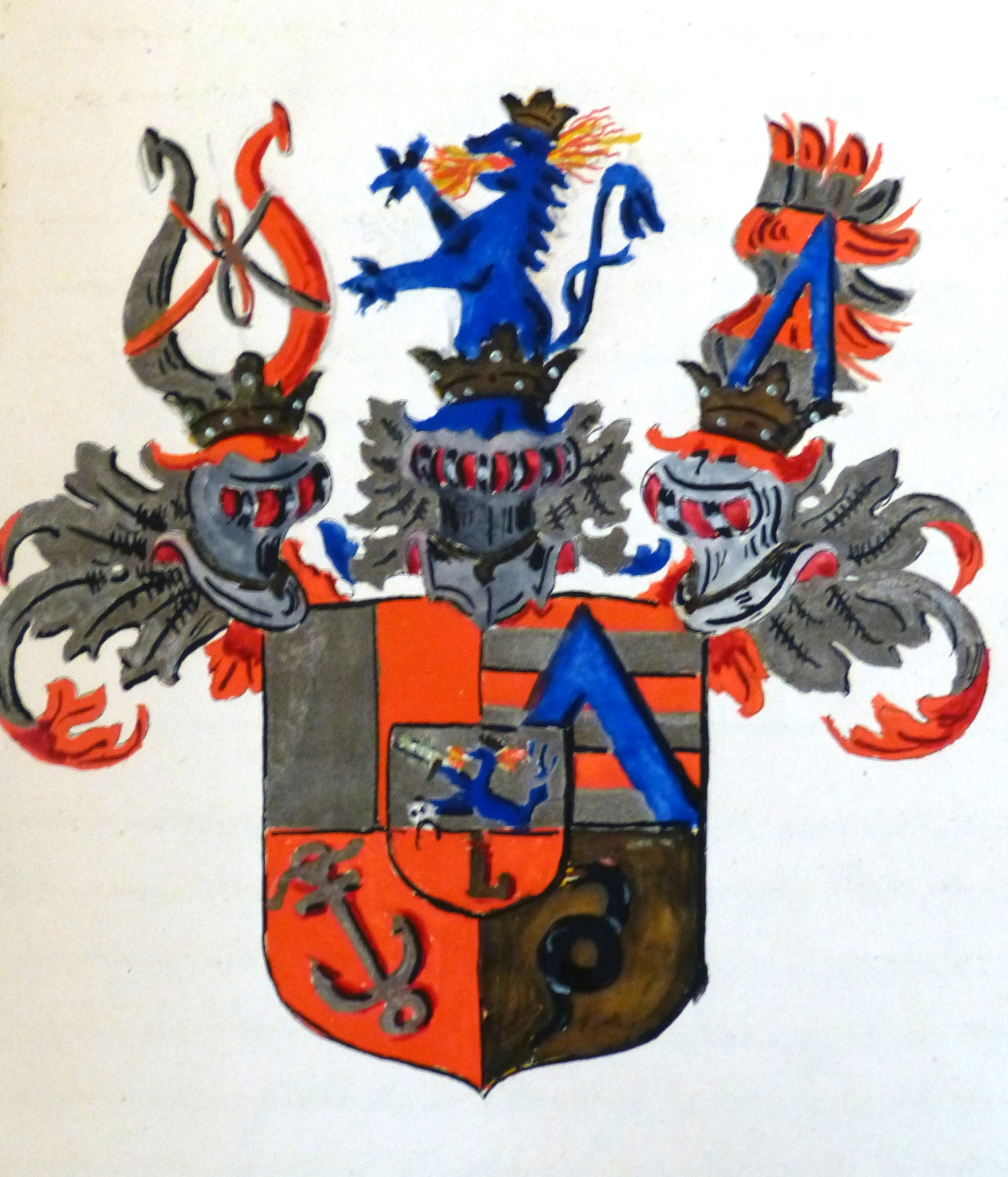
Herb Starhemberg
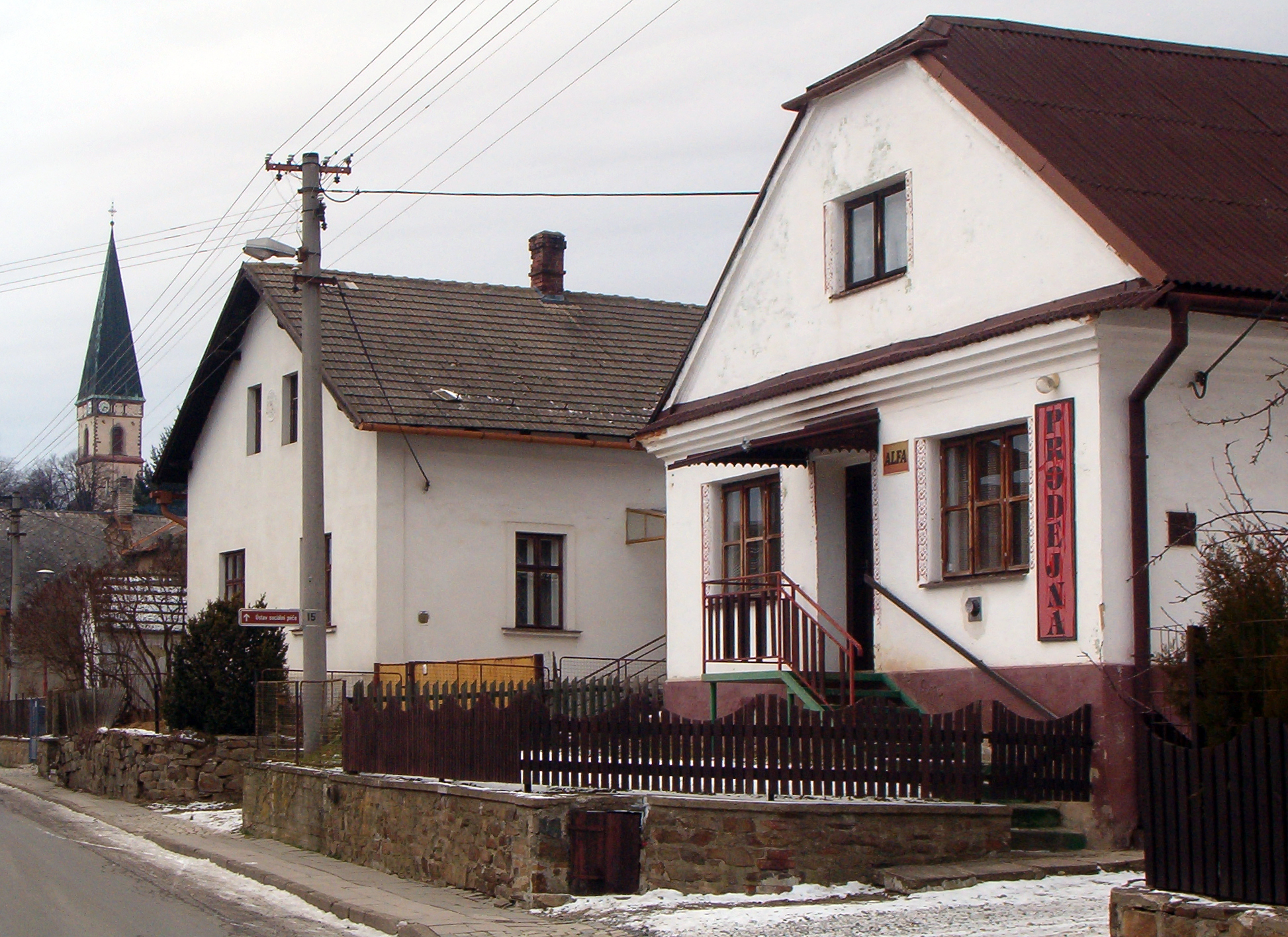
Domy